# Stazione di Trebaseleghe (1941)
Stazione di Trebaseleghe 1945-ben bezárt vasútállomás Olaszországban, Veneto régióban, Trebaseleghe településen. 1945 óta nem üzemel.

## Vasútvonalak
Az állomást az alábbi vasútvonalak érintették:
- Treviso-Ostiglia-vasútvonal

## Kapcsolódó állomások
A vasútállomáshoz az alábbi állomások vannak a legközelebb: 
- Stazione di Badoere-Levada